# Too Much (chanson des Spice Girls)
Pour les articles homonymes, voir Too Much.
Singles de Spice Girls
Spice Up Your Life
(1997) Stop
(1998)
Too Much est une chanson interprétée par le groupe Spice Girls, second extrait de l'album Spiceworld. Le single sort le 15 décembre 1997 au Royaume-Uni. Le titre est écrit par Les Spice Girls, ainsi que Andy Watkins et Paul Wilson et composé par Absolute. Ce titre sert également comme single promotionnel du film Spice World, le film.
La chanson est un succès mondial immédiat, se classant à la 1re place des charts britanniques dès sa sortie, tout en y restant deux semaines. Il s'agit du sixième numéro 1 consécutif du groupe au Royaume-Uni, faisant des Spice Girls les premières artistes dont les six premiers singles sont arrivés en tête des ventes dans ce pays. C'est aussi le deuxième numéro 1 consécutif pendant la semaine de Noël, après 2 Become 1 l'année précédente. Elle s’érige à la 3e meilleure vente de singles à L’Europe Chart.
Au niveau mondial, la chanson est considérée comme un classic de la musique pop moderne,,.

## Historique
Après avoir triomphé avec leur premier opus Spice, qui avait déclenché la « Spice Mania », un phénomène de société mondial, équivalent à celui de la « Beatlemania »,,,,,, les Spice Girls commencent alors à travailler sur un projet de film et d'album tous deux intitulés Spiceworld,.

## Structure
Too Much est une ballade pop-R&B aux influences Jazz, qui parle d'un amour aveugle et comment les mots qui semblent profonds peuvent être dénués de sens.

## Performance commerciale
La chanson est un succès mondial immédiat, se classant à la 1re place des charts britanniques dès sa sortie, tout en y restant deux semaines. Il s'agit du sixième numéro 1 consécutif du groupe au Royaume-Uni, faisant des Spice Girls les premières artistes dont les six premiers singles sont arrivés en tête des ventes dans ce pays. C'est aussi le deuxième numéro 1 consécutif pendant la semaine de Noël, après 2 Become 1 l'année précédente. Elle s’érige à la 3e meilleure vente de singles à L’Europe Chart.

## Clip vidéo
Le vidéoclip qui accompagne la chanson, est réalisé par Howard Greenhalgh ,. Il y démontre les cinq chanteuses chantant et dansant chacune dans leur propres univers, qui est inspiré de films connus comme Mad Max : Au-delà du dôme du tonnerre pour Mel B, Poltergeist pour Emma, L'Année du dragon pour Mel C, Gilda pour Geri Halliwell, mais aussi Batman : Le Défi pour Victoria, tout en alternant avec des scènes du film Spice World, le film,.

## Impact et héritage culturel
Au niveau mondial, la chanson est considérée comme un classic de la musique pop moderne,,.

## Liste et formats
| - Royaume-Uni CD1/Brésil CD/Europe CD 1. Too Much (radio edit) – 3:51 2. Outer Space Girls – 3:58 3. Too Much Soulshock & Karlin Remix) – 3:52 - Royaume-Uni CD2/Pays-Bas CD2/Afrique du Sud CD/Taiwan CD2/Thai CD2 1. Too Much (radio edit) – 3:51 2. Too Much (orchestral version) – 4:38 3. Walk of Life – 4:16 - Australie CD/Pays-Bas CD1/Taiwan CD1/Thai CD1 1. Too Much (radio edit) – 3:51 2. Outer Space Girls – 3:58 3. Spice Up Your Life (Murk Havana FM Radio Mix) – 3:39 | - Europe CD 2 titres/France CD 1. Too Much (radio edit) – 3:51 2. Outer Space Girls – 3:58 - Japon CD 1. Too Much (radio edit) – 3:51 2. Too Much (orchestral version) – 4:38 3. Walk of Life – 4:16 4. Outer Space Girls – 3:58 - US CD 1. Too Much (radio edit) – 3:51 2. Too Much (orchestral version) – 4:38 3. Too Much (Soulshock & Karlin Remix) – 3:52 4. Outer Space Girls – 3:58 |

## Classements hebdomadaires
| Chart (1997)                   | Peak position |
| ------------------------------ | ------------- |
| Flandres                       | 12            |
| Wallonie                       | 16            |
| Pays-Bas                       | 15            |
| Danemark                       | 7             |
| Europe                         | 3             |
| Finlande                       | 3             |
| Allemagne                      | 21            |
| Irlande                        | 4             |
| Nouvelle-Zélande               | 9             |
| Ecosse                         | 1             |
| Espagne                        | 9             |
| Suède                          | 18            |
| Royaume-Uni                    | 1             |
| Chart (1998)                   | Peak position |
| Australie                      | 9             |
| Autriche                       | 15            |
| Canada                         | 9             |
| France                         | 20            |
| Italie                         | 16            |
| Suisse                         | 18            |
| US Billboard Hot 100           | 9             |
| US Billboard Adulte            | 23            |
| US Billboard Mainstream Top 40 | 21            |